# Cinetodus
Cinetodus — рід риб з родини Арієві ряду сомоподібних. Мав 4 види: Cinetodus carinatus, Cinetodus conorhynchus, Cinetodus crassilabris та Cinetodus froggatti, але перший із них був перенесений до роду Paracinetodus, а два наступних — до роду Pachyula. Таким чином, у складі роду залишився лише один вид Cinetodus froggatti.

## Опис
Загальна довжина представників цього роду коливається від 20 до 50 см. Голова коротка. Нижня щелепа трохи більша за нижню. Очі великі. Є 2 пари вусів, що скручені. Тулуб кремезний, витягнутий. Передня частина піднята. Спинний плавець високий з 6—7 променями, основа помірної довжини. Грудні плавці довгі. Черевні трохи поступаються останнім. Жировий плавець піднятий, короткий. Анальний плавець великий, довший за жировий. Хвостовий плавець довгий, сильно розрізаний.
Забарвлення спини й боків сіре, коричневе, чорнувате, вкрите контрастними плямочками, нижня частина й черево кремове або білувате.

## Спосіб життя
Два види живуть в солонуватих і прісних водах, інші два — суто прісноводні. Воліють річки з повільною течією і каламутною водою. Активні у присмерку. Живляться двостулковими молюсками, ракоподібними і дрібною рибою.

## Розповсюдження
Мешкають в річках острова Нова Гвінея та Австралії.

## Види
- Cinetodus froggatti